# Pappa ante portas
Pappa ante portas ist eine deutsche Filmkomödie von 1991 und nach Ödipussi (1988) der zweite Spielfilm mit Loriot in der Hauptrolle sowie als Regisseur und Drehbuchautor.

## Handlung
Der 59-jährige Heinrich Lohse, Einkaufsdirektor bei der „Deutschen Röhren AG“, kauft für die Sekretariate seiner Firma, aufgrund eines Mengenrabatts von über 50 Prozent, Schreibmaschinenpapier und Radiergummis für die nächsten ca. 40 Jahre ein. Nach diesem absurden Vorratskauf möchte ihn der Generaldirektor, Lohses Gesundheit infrage stellend und unter dem Vorwand, auf das Privatleben seiner Mitarbeiter Rücksicht nehmen zu müssen, nach 37 Arbeitsjahren in den Vorruhestand versetzen, wobei ihm Lohse allerdings, in einer erbosten Weise, durch eine Kündigung seinerseits zuvorkommt.
Seine Familie reagiert schockiert auf die neue Situation. Dass seine Frau Renate sich nun überraschend auch tagsüber mit ihm befassen muss, stellt ihr Leben vollkommen auf den Kopf, zumal er darauf besteht, sich gleich im Haushalt nützlich zu machen. Heinrich weigert sich, seine Karriere enden zu lassen und beginnt sofort, den Lohse-Haushalt mit seinen fragwürdigen Qualitäten als Manager neu zu ordnen. Er ist jedoch so ungeschickt und hilflos im alltäglichen Leben außerhalb seines Büros, dass er nur Chaos anrichtet.
Im Supermarkt bestellt Heinrich, wieder wegen des Mengenrabatts, Dutzende von Senfgläsern. Die Putzfrau bekommt von ihm elaborierte Anweisungen, bevor er sich mit ihr betrinkt. Auch stellen die benachbarten Schwestern Mielke dem wohlhabenden Vorruheständler nach, offenbar um ihn wetteifernd, wogegen er sich in tollpatschigem Bemühen um korrektes Verhalten nicht wehren kann. Das führt zu eskalierenden Konflikten mit Renate, während der 16-jährige Sohn Dieter ohnehin sein eigenes Leben führt und seinen daran uninteressierten Eltern nur alle paar Tage eine neue Freundin vorstellt.
Zur gleichen Zeit hat Renate, um Abstand von Heinrichs Haushaltschaos zu gewinnen, den Schokoriegelhersteller Ernst Drögel auf dessen Einladung hin aufgesucht, um dort eine Nebentätigkeit aufzunehmen. Drögel ist jedoch vorwiegend an einer Liebesaffäre interessiert. Unterdessen lädt Heinrich auf Anraten eines Freundes ein Filmteam zu Dreharbeiten für den Schlussteil der Fernsehserie Die Schnakenburgs in den Lohse-Haushalt ein. Das soll seine Frau beeindrucken und die Ehe wieder zurechtbiegen. 
Renate kündigt bei Drögel mit der Erklärung, dass ihr das traute Heim das Wichtigste sei, doch dort trifft sie entsetzt auf das Filmteam, das für die Dreharbeiten das Haus vollkommen in Beschlag genommen und umgeräumt hat. In einer heftigen Aussprache auf dem Klo, dem einzigen Raum, den sie in dieser Situation noch für sich haben, geraten sie und Heinrich so hart aneinander, dass sie auf der folgenden Fahrt zur Geburtstagsfeier von Renates Mutter nur noch über den zwischen ihnen sitzenden Dieter kommunizieren. Die Zukunft der Ehe steht ernsthaft in Frage. 
Schon während der Zugfahrt und auch nachher auf der Geburtstagsfeier inszenieren sich Renates Schwester Hedwig und ihr Mann Hellmuth als das perfekte Paar, womit sie ihren Verwandten auf die Nerven gehen. Als Hedwig vom angetrunkenen Bürgermeister ein anzügliches Kompliment erhält, bricht ein großer Konflikt zwischen dem Paar aus, das sich nach eigenen Angaben nie streitet. Renate und Heinrich schauen dem genüsslich zu und aufgrund dieser gemeinsamen Feindschaft und der Erkenntnis, dass ihre Ehe immer noch schlechter sein könnte, kommt es zur Versöhnung. Heinrich und Renate nehmen sich vor, in Zukunft gemeinsam etwas Sinnvolles zu unternehmen. Der Film endet mit einem dilettantischen Blockflötenvortrag der beiden im heimischen Wohnzimmer, das Publikum besteht aus Dieter und der Haushälterin Frau Kleinert.

## Produktion

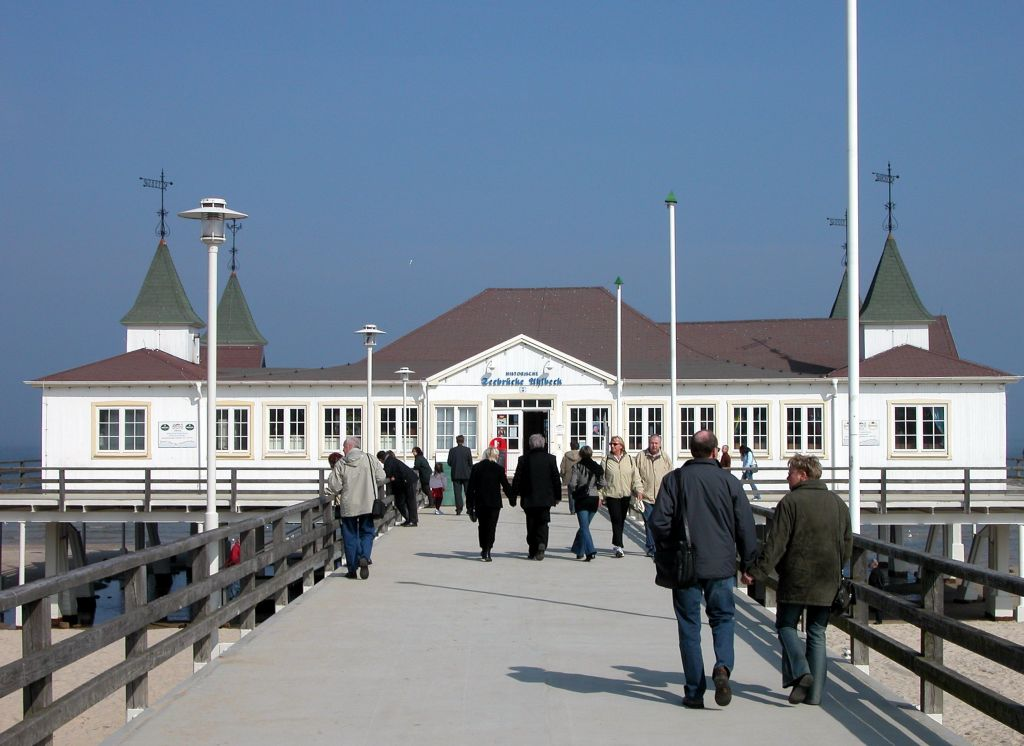
Seebrücke Ahlbeck

Der Film Pappa ante portas wurde 1990 in den DEFA-Studios in Potsdam-Babelsberg gedreht, unter anderem in der Marlene-Dietrich-Halle des heutigen Studios Babelsberg. Die Eingangsszene im Büro des Generaldirektors der Deutsche Röhren AG filmte man in der Großen Bibliothek des Verlegers des Axel Springer Verlags (heute Bestandteil des Journalistenclubs). Drehort für die Außenaufnahmen der Villa der Lohses war ein Haus in der Ahrenshooper Zeile in Berlin-Zehlendorf. Die Szene, in welcher Renate und Heinrich ein elegantes Cafe besuchen, entstanden im Wintergarten des Hotels The Westin Grand Berlin. Die Seebrücke in Ahlbeck diente als Kulisse für die Geburtstagsfeier von Renates Mutter. Die Premiere fand am 20. Februar 1991 im Thalia-Kino in Potsdam-Babelsberg statt.

## Sonstiges
- Der Filmtitel spielt auf das geflügelte Wort „Hannibal ante portas!“ („Hannibal vor den Toren!“) an. Loriot sagte dazu, dass dies „der populärste Angstruf einer Familie“ in der Geschichte sei und deshalb gut zum Plot des Films passe.[5]
- Neben der Hauptrolle Heinrich Lohse spielt Loriot auch einen Geigenspieler auf der Straße, den Dichter Lothar Frohwein bei der Lesung und Opa Hoppenstedt (aus Loriot VI) bei der Geburtstagsfeier. Lothar Frohwein deklamiert das folgende, über den Film hinaus bekannt gewordene Gedicht Melusine:

„Kraweel, Kraweel!

Taubtrüber Ginst am Musenhain!

Trübtauber Hain am Musenginst!

Kraweel, Kraweel!“
- Beim Auftritt als Geigenspieler ist ein Ausschnitt (Lento Allegro assai) des 19. Capriccio (op. 1) von Niccolò Paganini zu hören.
- Das Auto, mit dem Herr Lohse zu Beginn abgeholt wird, trägt – als Anspielung auf Loriot – das Kennzeichen LO-RI 260.[6]
- Als Frau Lohse gemeinsam mit Ernst Drögel die Klotz-Fabrik verlässt, flackert das L im dahinter sichtbaren Firmennamen, so dass auch Kotz gelesen werden kann.

## Running Gags
- Sohn Dieter bringt in kurzen Abständen wechselnde Freundinnen ins Haus, die er seinen Eltern namentlich vorstellt, was diese kaum zur Kenntnis nehmen.
- Der Hund der Familie namens Wutz wird angedeutet, ist aber nie als solcher zu sehen. Das Bild zeigt nur die Hundeleine oder einen bewegten Schwanz, in der letzten Einstellung ist zusätzlich ein bewegungsloses zottelig-graues Hinterteil zu sehen.
- Die Nachspeise Birne Helene ist stets falsch zubereitet, oft nicht einmal mit Birnen, worüber sich Heinrich Lohse jedes Mal lautstark beschwert, mit Ausnahme der Birne Helene auf der Geburtstagsfeier. Ironischerweise ist diese diejenige, die am wenigsten mit einer richtigen Birne Helene zu tun hat, nach Auskunft des Kellners handelt es sich um ein Apfelkompott mit Sahne.

## Filmmusik
In den Soundtrack sind als Anspielung auf Loriots Vorfahren immer wieder ironische Zitate aus Werken Richard Wagners eingeflochten, z. B. das Hauptmotiv des Siegfried-Trauermarsches aus der Götterdämmerung (während der Szene, in der Herr Lohse als verletzter Hauslehrer der Familie Schnakenburg auf einer Trage aus dem Haus getragen wird).

## Kommerzieller Erfolg
Rund 3,5 Millionen Besucher haben den Film in den deutschen Kinos gesehen. Der Film wurde dafür 1991 mit der Goldenen Leinwand ausgezeichnet. Pappa ante portas war der siebterfolgreichste Kinofilm des Jahres sowie der erfolgreichste in Deutschland produzierte Film des Jahres 1991.

## Kritiken
„Das aus Sketchen zusammengesetzte Vergnügen glossiert mit witzig-treffenden Ausführungen die Schwierigkeiten und Schrullen im Alltagsleben von Vorruheständlern und Rentnern. Zugleich eine Gelegenheit für Loriot, seine geistvollen Witze in einer Paraderolle zu demonstrieren.“

„Skurril überspitzte alltägliche Missgeschicke, ausgefeilter Dialogwitz und ein exzellentes Gespür für Situationskomik – ein Sehgenuss erster Güte mit Loriot und Evelyn Hamann in Paraderollen.“

„Zehn Monate lang hat der Maitre am ‚Pappa‘-Opus geschrieben […] Doch nichts ist ihm dabei entsprungen als ein Rudel zahnloser Witzchen, ein Rinnsal seniler Sketche in einer ungelenken Story. Dieser realitätsferne, altdeutsche Spießer Lohse ist nicht komisch, er ist bloß dumm und lächerlich.“